# Goerodina dubitans
Goerodina dubitans är en nattsländeart som beskrevs av Martin E. Mosely 1949. Goerodina dubitans ingår i släktet Goerodina och familjen kantrörsnattsländor. Inga underarter finns listade i Catalogue of Life.